# 依蘭駅
依蘭駅（いらん-えき）は、中華人民共和国黒竜江省ハルビン市依蘭県に位置する哈佳線の駅。2018年9月30日に開業した。中国鉄路ハルビン局集団有限公司の管轄となっている。

## 駅周辺
- 依蘭公安局道路巡視民警依蘭第二大隊

## 歴史
- 2018年9月30日 - 開業。

## 隣の駅
- 哈佳線
  - 達連河駅 - 依蘭駅 - 宏克力駅

## 参考資料
1. ↑  「哈尔滨依兰县进入高铁时代 助推县域全面振兴发展」。2018年9月30日閲覧。{{cite web ja}}:  CS1メンテナンス: 先頭の0を省略したymd形式の日付 (カテゴリ)
2. ↑  「哈佳高铁来了！到依兰跑马更便捷」。2018年9月30日閲覧。{{cite web ja}}:  CS1メンテナンス: 先頭の0を省略したymd形式の日付 (カテゴリ)